# Joseph Alessandro
Joseph Alessandro OFMCap. (ur. 30 listopada 1944 w Paoli) – maltański duchowny rzymskokatolicki działający w Kenii, w latach 2015–2022 biskup Garissy.

## Życiorys
Święcenia kapłańskie przyjął 5 kwietnia 1970 w zakonie kapucynów. Był m.in. mistrzem post-nowicjatu, rektorem krajowego instytutu studiów kościelnych, wikariuszem i ministrem maltańskiej prowincji kapucyńskiej. Pracował także jako misjonarz w Kenii, pełniąc funkcję wikariusza generalnego diecezji Garissa.
29 czerwca 2012 został mianowany biskupem koadiutorem Garissy. Sakry biskupiej udzielił mu 29 września 2012 kard. John Njue z Nairobi. 8 września 2015 objął rządy w diecezji. 17 lutego 2022 papież przyjął jego rezygnację z pełnionego urzędu, złożoną ze względu na wiek..